# Lukas Nydegger
Lukas Nydegger (n. 22 mai 2002, Filderstadt, Baden-Württemberg, Germania) este un sportiv ce a reprezentat Germania. A participat la competiții asociate Jocurilor Olimpice în care a câștigat o medalie de aur.

## Participări
Lista de mai jos prezintă principalele competiții la care a participat Lukas Nydegger de-a lungul carierei.
- Jocurile Olimpice de iarnă pentru tineret din 2020[*][3]